# 刘庆山
刘庆山（1980年—），是中华人民共和国的学者，现任东南大学教授。

## 生平
2001年本科毕业于安徽师范大学，2005年于东南大学获硕士学位，2008年于香港中文大学获博士学位。曾先后在香港城市大学、香港中文大学、美国德克萨斯州A&M大学卡塔尔分校做访问研究。2014年至2018年，任华中科技大学自动化学院教授。2018年至今，任东南大学数学学院教授。

## 学术贡献
主要从事网络动力学优化、多智能体分布式优化等研究工作，发表学术论文80余篇。主持国家自然科学基金项目、教育部“新世纪优秀人才支持计划”项目等多项。

## 奖励与荣誉
- 2011年，获IEEE计算智能学会IEEE Transactions on Neural Networks杰出论文奖
- 2011年，获教育部自然科学一等奖（第二完成人）
- 2012年，获亚太神经网络联合会青年研究者奖
- 2015年，获湖北省自然科学奖二等奖（第一完成人）
- 2019年，获吴文俊人工智能科学技术奖自然科学奖二等奖（第二完成人）